# Lijst van rechtbanken in Nederland
Nederland telt vanaf 1 april 2013 elf rechtbanken.
1. de rechtbank Amsterdam;[1]
2. de rechtbank Den Haag;
3. de rechtbank Gelderland;
4. de rechtbank Limburg;
5. de rechtbank Midden-Nederland;
6. de rechtbank Noord-Holland;
7. de rechtbank Noord-Nederland;
8. de rechtbank Oost-Brabant;
9. de rechtbank Overijssel;
10. de rechtbank Rotterdam;
11. de rechtbank Zeeland-West-Brabant.

## Geschiedenis
De herindeling in 2013 was zeker niet de eerste herverdeling van arrondissementen in Nederland. In de negentiende eeuw waren op Drenthe na alle provincies in meerdere arrondissementen verdeeld, alle met een eigen rechtbank. De indeling van Nederland in arrondissementen dateert uit de Franse tijd. Tijdens het Koninkrijk Holland was de indeling van de rechtspraak nog ongemoeid gebleven, na de inlijving van Nederland in 1810 volgde een jaar later de invoering van rechtbanken van eerste aanleg en vredegerechten.
Na de oprichting van het Koninkrijk der Nederlanden werd gewerkt aan een nieuwe indeling, waarbij in de noorden de wens was om terug te keren naar oude tijden, terwijl in het zuiden de Franse aanpak was ingeburgerd. Daardoor heeft het ontwerpen van een nieuwe indeling veel tijd gekost. Een ontwerp uit 1827 dat het hele rijk, inclusief Luxemburg in nieuwe arrondissementen verdeelde werd niet ingevoerd wegens de Belgische Opstand. Het zou tot 1838 duren voordat een nieuwe indeling een feit werd.
Bij de indeling van 1838 werden de vredegerechten kantongerecht en de rechtbanken van eerste aanleg werden arrondissementsrechtbank. Daarnaast kwam in iedere provincie een provinciaal gerechtshof, in het toen nog ongedeelde Holland kreeg Amsterdam een eigen hof. De indeling werd in 1841 aangepast wegens de splitsing van Holland en het opnemen van Limburg.

### 1838-1877

#### Groningen
- Rechtbank Groningen
  - Kantons: Groningen, Zuidhorn en Hoogezand
- Rechtbank Appingedam
  - Kantons: Appingedam en Onderdendam
- Rechtbank Winschoten
  - Kantons: Winschoten en Zuidbroek

#### Friesland
- Rechtbank Leeuwarden
  - Kantons: Leeuwarden, Berlikum, Holwerd, Dokkum, Bergum, Rauwerd en Harlingen.
- Rechtbank Sneek
  - Kantons: Sneek, Bolsward, Hindeloopen en Lemmer
- Rechtbank Heerenveen
  - Kantons: Heerenveen, Beetsterzwaag en Oldeberkoop

#### Drenthe
- Rechtbank Assen
  - Kantons: Assen, Meppel en Hoogeveen

#### Overijssel
- Rechtbank Zwolle
  - Kantons: Zwolle, Kampen, Vollenhove en Steenwijk.
- Rechtbank Deventer
  - Kantons: Deventer, Ommen, Raalte en Goor.
- Rechtbank Almelo
  - Kantons: Almelo, Delden, Enschede, Oldenzaal en Ootmarsum

#### Gelderland
- Rechtbank Arnhem
  - Kantons: Arnhem, Zevenaar, Wageningen, Nijkerk, Elburg, Apeldoorn en Harderwijk
- Rechtbank Nijmegen
  - Kantons: Nijmegen, Wijchen, Elst en Druten
- Rechtbank Zutphen
  - Kantons: Zutphen, Lochem, Groenlo, Aalten, Doetinchem, Doesburg en Terborg
- Rechtbank Tiel
  - Kantons: Tiel, Geldermalsen, Culemborg en Zaltbommel

#### Utrecht
- Rechtbank Utrecht
  - Kantons Utrecht, IJsselstein, Maarssen en Loenen.
- Rechtbank Amersfoort
  - Kantons Amersfoort, Wijk bij Duurstede en Rhenen.

#### Noord-Holland
- Rechtbank Amsterdam
  - Kantons: Amsterdam 1-4, Nieuwer-Amstel, Weesp en Naarden
- Rechtbank Alkmaar
  - Kantons: Alkmaar, Schagen en Den Helder
- Rechtbank Hoorn
  - Kantons: Hoorn, Enkhuizen, Medemblik, Purmerend en Edam
- Rechtbank Haarlem
  - Kantons: Haarlem, Beverwijk en Zaandam

#### Zuid-Holland
- Rechtbank 's-Gravenhage
  - Kanton: 's-Gravenhage, Delft, Voorburg en Naaldwijk.
- Rechtbank Leiden
  - Kantons: Leiden, Noordwijk, Woubrugge, Alphen aan den Rijn en Woerden.
- Rechtbank Rotterdam
  - Kantons: Rotterdam 1-2, Vlaardingen, Schiedam, Hilligersberg, Gouda en Schoonhoven
- Rechtbank Dordrecht
  - Kantons: Dordrecht, 's-Gravendeel, Oud-Beijerland en Ridderkerk
- Rechtbank Gorinchem
  - Kantons: Gorinchem, Sliedrecht en Vianen
- Rechtbank Brielle
  - Kantons: Brielle en Sommelsdijk

#### Zeeland
- Rechtbank Middelburg
  - Kantons: Middelburg, Vlissingen, Sluis en Oostburg
- Rechtbank Goes
  - Kantons: Goes, Heinkenszand, Kortgene, Axel en Hulst
- Rechtbank Zierikzee
  - Kantons: Zierikzee, Brouwershaven en Tholen

#### Noord-Brabant
- Rechtbank 's-Hertogenbosch
  - Kantons: 's-Hertogenbosch, Oss, Grave, Heusden, Tilburg, Boxtel, Waalwijk, Veghel en Boxmeer.
- Rechtbank Eindhoven
  - Kantons: Eindhoven, Asten, Helmond en Oirschot
- Rechtbank Breda
  - Kantons: Breda, Ginneken, Oosterhout, Oudenbosch, Zevenbergen en Bergen op Zoom

#### Limburg
- Rechtbank Maastricht
  - Kantons: Maastricht, Meerssen, Heerlen, Sittard en Gulpen
- Rechtbank Roermond
  - Kantons: Roermond, Venlo, Weert en Gennep

### 1877-(1923)-1934
Vrij snel na de invoering van provinciale gerechtshoven, arrondissementsrechtbanken en kantongerechten in 1838 werd geklaagd over het grote aantal gerechten in Nederland. De verschillende regeringen deden meerdere pogingen om het aantal gerechten in te krimpen, maar stuitten steeds op forse tegenstand in de kamer. Pas in 1877 kon een reorganisatie worden doorgevoerd. Dat was wel een forse reorganisatie. Alle provinciale hoven, 11 rechtbanken en 44 kantongerechten werden opgeheven. De rechtbanken die werden opgeheven waren: Appingedam, Sneek, Deventer, Nijmegen, Amersfoort, Hoorn, Leiden, Brielle, Gorinchem, Goes en Eindhoven. De indeling naar resorten werd:

#### Leeuwarden
- Rechtbank Leeuwarden
  - Kantons: Leeuwarden, Berlikum*, Dokkum, Bergum, Harlingen, Bolsward en Sneek, in 1921 uitgebreid met Heerenveen, Beetsterzwaag en Lemmer.
- Rechtbank Heerenveen*
  - Kantons: Heerenven, Beetsterzwaag, Lemmer en Steenwijk
- Rechtbank Groningen
  - Kantons: Groningen, Zuidhorn, Appingedam en Onderdendam
- Rechtbank Winschoten
  - Kantons: Winschoten en Zuidbroek
- Rechtbank Assen
  - Kantons: Assen, Meppel, Hoogeveen en Emmen

#### Arnhem
- Rechtbank Arnhem
  - Kantons: Arnhem, Wageningen, Nijmegen, Elst, Doesburg en Terborg
- Rechtbank Zutphen
  - Kantons: Zutphen, Apeldoorn, Deventer en Groenlo
- Rechtbank Tiel
  - Kantons: Tiel, Geldermalsen, Zaltbommel, Druten en Vianen
- Rechtbank Zwolle
  - Kantons: Zwolle, Kampen, Ommen en Harderwijk, in 1921 uitgebreid met Steenwijk.
- Rechtbank Almelo
  - Kantons: Almelo, Enschede en Goor

#### Amsterdam
- Rechtbank Amsterdam
  - Kantons: Amsterdam en Hilversum
- Rechtbank Alkmaar
  - Kantons: Alkmaar, Schagen, Den Helder, Hoorn en Medemblik.
- Rechtbank Haarlem
  - Kantons: Haarlem, Zaandam, Purmerend en Haarlemmermeer
- Rechtbank Utrecht
  - Kantons: Utrecht, Breukelen, Amersfoort, Wijk bij Duurstede en Woerden.

#### 's-Gravenhage
- Rechtbank 's-Gravenhage
  - Kantons: 's-Gravenhage, Delft, Leiden en Alphen aan den Rijn.
- Rechtbank Rotterdam
  - Kantons: Rotterdam, Schiedam, Gouda, Schoonhoven, Brielle en Sommelsdijk.
- Rechtbank Dordrecht
  - Kantons: Dordrecht, Oud-Beijerland, Gorinchem en Sliedrecht
- Rechtbank Middelburg
  - Kantons: Middelburg, Oostburg, Goes, Terneuzen en Hulst. In 1921 Zierikzee toegevoegd
- Rechtbank Zierikzee*
  - Kantons: Zierikzee en Tholen

#### 's-Hertogenbosch
- Rechtbank 's-Hertogenbosch
  - Kantons: 's-Hertogenbosch, Oss, Heusden, Waalwijk, Veghel, Eindhoven, Boxmeer en Oirschot.
- Rechtbank Breda
  - Kantons: Breda, Tilburg, Zevenbergen, Oosterhout en Bergen op Zoom, in 1921 uitgebreid met Tholen.
- Rechtbank Maastricht
  - Kantons: Maastricht, Heerlen, Sittard en Gulpen
- Rechtbank Roermond
  - Roermond, Venlo, Weert en Helmond.

* De rechtbanken Heerenveen en Zierikzee werden in 1923 opgeheven. Het kantongerecht Berlikum werd in 1911 opgeheven 
Een tweede ingrijpende reorganisatie was voorzien in de jaren dertig. Van de nog resterende 21 rechtbanken zouden er nog vijf opgeheven worden:Winschoten, Tiel, Zutphen, Dordrecht en Roermond. Uiteindelijk worden slechts Winschoten en Tiel gesloten.

### 1934 tot 2013

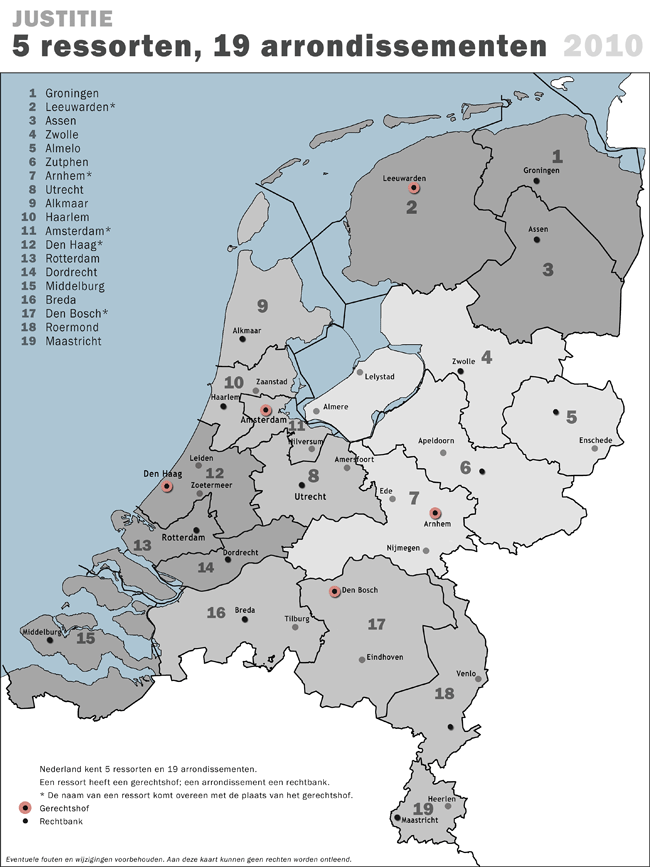
Ressorten en arrondissementen in Nederland, situatie in 2010

Nederland telde vanaf 1934 tot 1 januari 2013 negentien rechtbanken. Bij de oprichting van de provincie Flevoland was nog het idee dat Lelystad een eigen rechtbank zou krijgen, maar uiteindelijk moest Flevoland het doen met een nevenlocatie van Zwolle. De rechtbanken:
1. Alkmaar
2. Almelo
3. Amsterdam
4. Arnhem
5. Assen
6. Breda
7. Dordrecht
8. 's-Gravenhage
9. Groningen
10. Haarlem
11. 's-Hertogenbosch
12. Leeuwarden
13. Maastricht
14. Middelburg
15. Roermond
16. Rotterdam
17. Utrecht
18. Zutphen
19. Zwolle-Lelystad